# Tế bào vệ tinh
Các tế bào thần kinh đệm là các tế bào thần kinh che phủ bề mặt của các hạch thần kinh tế bào thần kinh các cơ thể trong hạch xúc cảm, giao cảm và phó giao cảm. Cả hai tế bào thần kinh đệm vệ tinh (SGCs) và tế bào Schwann (các tế bào mà giữ chặt một số sợi thần kinh trong PNS) có nguồn gốc từ đỉnh thần kinh của phôi trong quá trình phát triển. SGC đã được tìm thấy để chơi nhiều vai trò, bao gồm kiểm soát vi môi trường của hạch giao cảm.  Chúng được cho là có vai trò tương tự như các tế bào hình sao trong hệ thần kinh trung ương (CNS). Chúng cung cấp chất dinh dưỡng cho các tế bào thần kinh xung quanh và cũng có một số chức năng cấu trúc. Các tế bào vệ tinh cũng hoạt động như các tế bào bảo vệ, đệm. Ngoài ra, chúng biểu hiện một loạt các thụ thể cho phép một loạt các tương tác với các hóa chất thần kinh. Nhiều trong số các thụ thể và các kênh ion khác gần đây đã được liên quan đến các vấn đề sức khỏe bao gồm đau mãn tính  và herpes simplex. Có nhiều điều cần biết hơn về các tế bào này, và nghiên cứu xung quanh các đặc tính và vai trò bổ sung của SGCs đang diễn ra.